# العلاقات الوسط إفريقية الفيجية
العلاقات الوسط أفريقية الفيجية هي العلاقات الثنائية التي تجمع بين جمهورية أفريقيا الوسطى وفيجي.

## مقارنة بين البلدين
هذه مقارنة عامة ومرجعية للدولتين:
| وجه المقارنة                                              | جمهورية أفريقيا الوسطى      | فيجي                                                                 |
| --------------------------------------------------------- | --------------------------- | -------------------------------------------------------------------- |
| المساحة (كم2)                                             | 622.98 ألف                  | 18.27 ألف                                                            |
| عدد السكان (نسمة)                                         | 4.66 مليون                  | 915.30 ألف                                                           |
| الكثافة السكانية (ن./كم²)                                 | 7.48                        | 50.1                                                                 |
| العاصمة                                                   | بانغي                       | سوفا                                                                 |
| اللغة الرسمية                                             | لغة فرنسية، اللغة السانغوية | لغة إنجليزية، اللغة الفيجية، اللغة الفيجي الهندية، اللغة الهندستانية |
| العملة                                                    | فرنك وسط أفريقي             | دولار فيجي                                                           |
| الناتج المحلي الإجمالي (بليون دولار)                      | 1.95 مليار                  | 5.06 مليار                                                           |
| الناتج المحلي الإجمالي (تعادل القوة الشرائية) بليون دولار | 3.03 مليار                  | 8.32 مليار                                                           |
| الناتج المحلي الإجمالي الاسمي للفرد دولار أمريكي          | 323                         | 4.96 ألف                                                             |
| الناتج المحلي الإجمالي للفرد دولار أمريكي                 | 594                         | 8.79 ألف                                                             |
| مؤشر التنمية البشرية                                      | 0.350                       | 0.727                                                                |
| رمز المكالمات الدولي                                      | +236                        | +679                                                                 |
| رمز الإنترنت                                              | .cf                         | .fj                                                                  |
| المنطقة الزمنية                                           | ت ع م+01:00                 | ت ع م+12:00                                                          |

## منظمات دولية مشتركة
يشترك البلدان في عضوية مجموعة من المنظمات الدولية، منها:
| علم المنظمة | اسم المنظمة                                 | تاريخ انضمام جمهورية أفريقيا الوسطى | تاريخ انضمام فيجي |
| ----------- | ------------------------------------------- | ----------------------------------- | ----------------- |
|             | الاتحاد البريدي العالمي                     | ?                                   | ?                 |
|             | يونسكو                                      | 11 نوفمبر 1960                      | 14 يوليو 1983     |
|             | البنك الدولي للإنشاء والتعمير               | 10 يوليو 1963                       | 28 مايو 1971      |
|             | منظمة التجارة العالمية                      | ?                                   | ?                 |
|             | وكالة ضمان الاستثمار متعدد الأطراف          | 8 سبتمبر 2000                       | 24 سبتمبر 1990    |
|             | الاتحاد الدولي للاتصالات                    | 2 ديسمبر 1960                       | 5 مايو 1971       |
|             | منظمة الشرطة الجنائية الدولية               | ?                                   | ?                 |
|             | مؤسسة التمويل الدولية                       | 1 أبريل 1991                        | 12 يوليو 1979     |
|             | الأمم المتحدة                               | 20 سبتمبر 1960                      | 13 أكتوبر 1970    |
|             | مجموعة دول أفريقيا والكاريبي والمحيط الهادئ | ?                                   | ?                 |
|             | مؤسسة التنمية الدولية                       | 27 أغسطس 1963                       | 29 سبتمبر 1972    |
|             | منظمة حظر الأسلحة الكيميائية                | ?                                   | ?                 |
|             | المركز الدولي لتسوية المنازعات الاستشارية   | 14 أكتوبر 1966                      | 10 سبتمبر 1977    |

## وصلات خارجية
- موقع وزارة الخارجية الفيجية